# Улица Карена Демирчяна
Улица Карена Демирчяна (арм. Կարեն Դեմիրճյան փողոց) — короткая (около 350 м) улица Еревана, в центральном районе Кентрон. Проходит от проспекта Месропа Маштоца до улицы Сарьяна.
Проезжие части улицы ограничивают бульвар.

## История
Современное название в честь армянского советского общественного и партийного деятеля Карена Демирчяна (1932—1999), расстрелянного террористами в здании армянского парламента 27 октября 1999 года. Улица была поименована в 2014 году, ранее нечётная сторона была частью улицы Павстоса Бузанда, чётная сторона — частью улицы Арама. Первоначально в честь Демирчяна планировалось назвать площадь. На улице планируется открыть памятник К. Демирчяну.
В подвале одного из зданий на улице открыл свой первый магазин Николай Шустов, один из крупнейших производителей алкогольной продукции в царской России конца XIX века.

## Достопримечательности

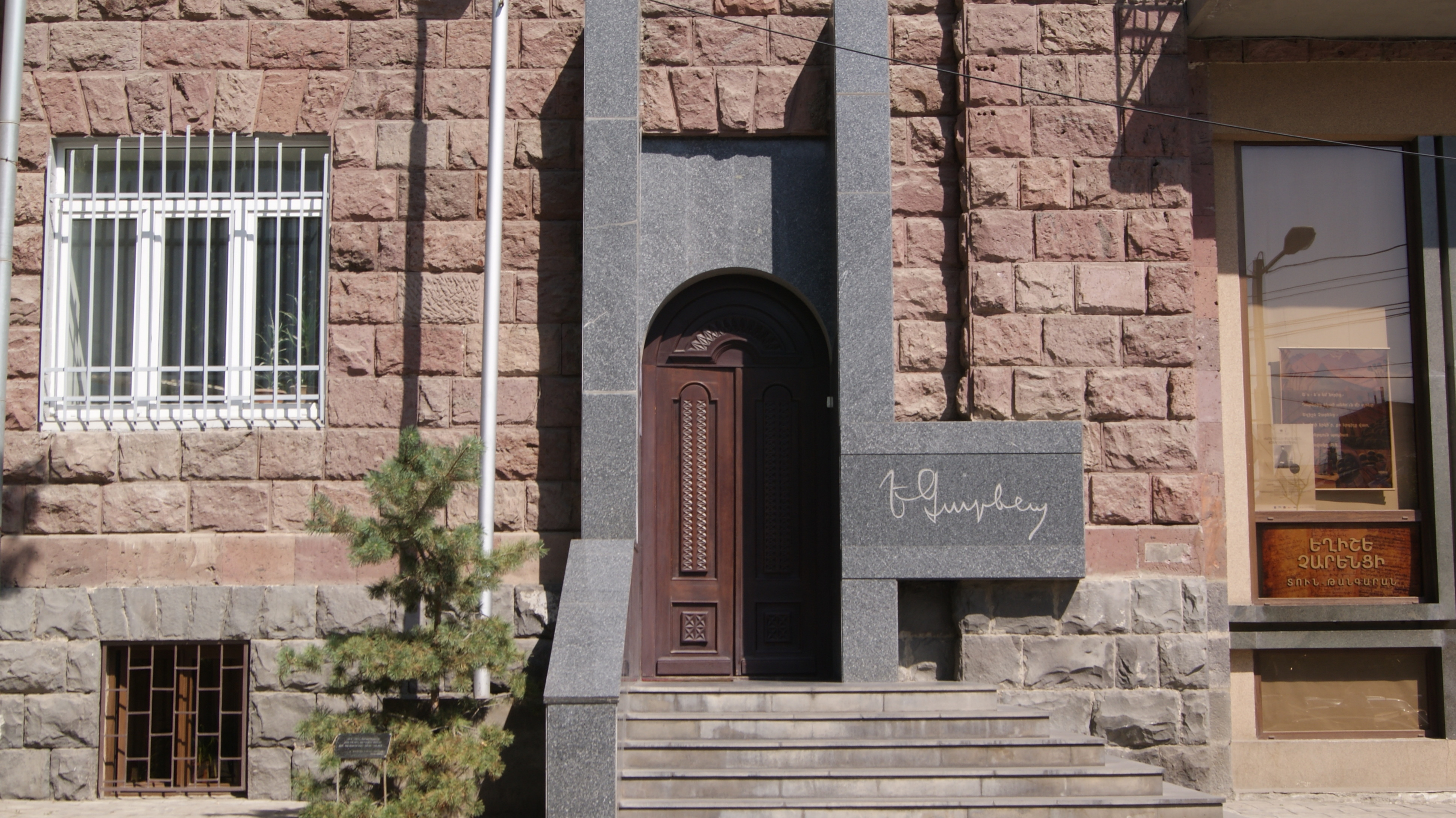
Дом-музей Егише Чаренца

## Известные жители

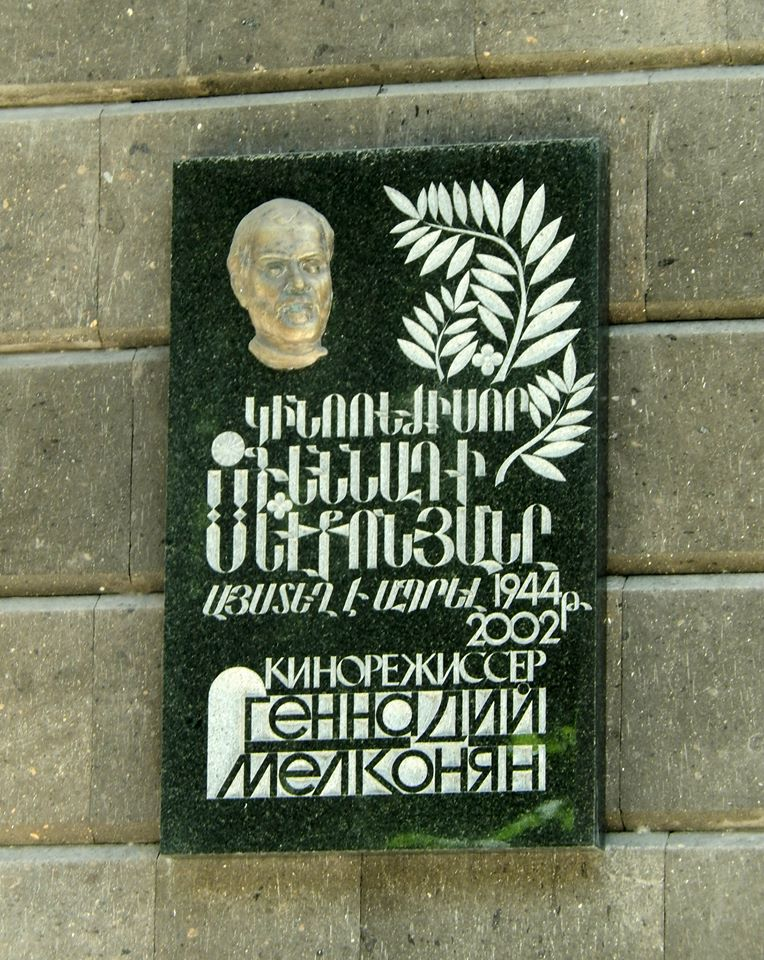
Геннадий Мелконян

д. 17 — Галуст Галоян (мемориальная доска) 
Геворг Мушегян (мемориальная доска)
д. 60 — Нерсес Степанян (мемориальная доска)
д. 64 — Геннадий Мелконян (мемориальная доска)
Арам Сатунц (мемориальная доска)

## Улица в кинематографе
На улице снят ряд сцен художественного фильма «Парни музкоманды» (1960).